# 環境經濟及政策評論

《環境經濟及政策評論》（Review of Environmental Economics and Policy）是一份2007年起發行的學術期刊。該期刊每半年出版一次，內容涵蓋「與環境有關的經濟議題」。目前，期刊的主編是加利福尼亞大學聖塔芭芭拉分校的Charles Kolstad。據2012年的期刊引證報告指，《環境經濟及政策評論》的影響因子是3.273，在332份經濟期刊中排名第12，而在90份與環境研究有關的期刊中則名列第5。

## 資料來源
1. ↑  .   [2014-05-01]. （原始内容存档于2006-08-27）.

## 外部連結
- 官方网站